# Крістіна Вассен
Крістіна Вассен (нім. Christina Wassen, 12 січня 1999) — німецька стрибунка у воду.
Учасниця Олімпійських Ігор 2020 року.
Призерка Чемпіонату Європи з водних видів спорту 2018, 2020 років.